# Jaclyn Barclay
Jaclyn Barclay (27 dicembre 2006) è una nuotatrice australiana.

## Carriera
Nel 2024 ha vinto la medaglia d'argento nei 200m dorso ai Mondiali di Doha.

## Palmarès
- Mondiali

Doha 2024: oro nella 4x100m misti, argento nei 200m dorso e nella 4x100m sl, bronzo nella 4x200m sl.
- Mondiali giovanili

Netanya 2023: oro nei 100m dorso e nella 4x100m misti, argento nella 4x100m misti mista e bronzo nei 50m dorso.